# San Ramón (El Salvador)
San Ramón es un distrito del municipio de Cuscatlán Sur en el departamento de Cuscatlán, El Salvador. Según el censo oficial de 2024, tiene una población de 6.516 habitantes.

## Historia
En tierras ejidales del pueblo de Cojutepeque, durante el siglo XVIII, surgió la aldea de ladinos conocida como Matazano. Para el siglo XIX, y mediante solicitud del jefe de distrito de Cojutepeque, el 26 de julio de 1835 fue emitido un Acuerdo Ejecutivo donde fue erigida como pueblo. A inicios de los años 1860 la localidad era conocida como San Ramón, en memoria del Presbítero don Ramón García, según el historiador Santiago I. Barberena. 
El alcalde electo para el año de 1863 era el señor don Saturnino López.
Para enero de 1888, el gobernador José María Rivas informó que en San Ramón se estaba construyendo el edificio municipal que servirá también para las escuelas.
Para el año 1890 tenía 1.310 habitantes.

## Información general
El distrito cubre un área de 15,71 km² y la cabecera tiene una altitud de 600 m s. n. m. Las fiestas patronales se celebran el 31 de agosto en honor a San Ramón.
Aparte de las fiestas patronales también se celebra la fiesta copatronal en honor a San Antonio Abad el 17 de enero y la Romería a la Virgen de los Remedios el miércoles de ceniza de todos los años.